# Pete Mickeal
Fenton Pete Mickeal (* 22. Februar 1978 in Rock Island, Illinois) ist ein ehemaliger US-amerikanischer Basketballspieler. Mickeal wurde nach seinem Studium in der NBA Draft ausgewählt, absolvierte jedoch im Kader der New York Knicks sowie den Houston Rockets kein Spiel in der Liga, sondern spielte anschließend unter anderem in seinem Heimatland in der ABA, auf den Philippinen, in Südkorea, Griechenland, Russland und Spanien.
Mit dem FC Barcelona gewann er drei spanische Meisterschaften und vier Pokalwettbewerbe im Copa del Rey sowie 2010 den höchstrangigen europäischen Vereinswettbewerbs EuroLeague. Nach einer zweiten Lungenembolie schien seine Karriere 2013 beendet, doch Anfang 2014 unterschrieb er einen neuen Vertrag in Spanien bei UCAM Murcia.

## Karriere

### USA und Philippinen
Mickeal ging aus seiner Heimat 1996 zum Studium in den westlich angrenzenden Staat Iowa an das Indian Hills Community College, dessen Basketballmannschaft Warriors in der Division I der „National Junior Collegiate Athletic Association“ (NJCAA) spielt. Mit der Mannschaft wurde er zweimal 1997 und 1998 landesweiter Meister der NJCAA und beim zweiten Triumph nach einer Perfect Season auch als „Most Valuable Player“ (MVP) des Finalturniers ausgezeichnet. Zum weiterführenden Studium ging Mickeal 1998 dann an die University of Cincinnati, deren Basketballmannschaft Bearcats in der Conference USA der NCAA spielte. Zusammen mit Mickeal konnten zwar die Bearcats innerhalb ihrer Conference jeweils die Mannschaft mit der besten Bilanz, aber den 1998 vor Mickeal errungenen Titel beim Meisterschaftsturnier nicht verteidigen. Mit der US-amerikanischen Studentenauswahl gewann Mickeal die Goldmedaille bei der Sommer-Universiade 1999. In der landesweiten NCAA-Endrunde schied man zweimal früh in der zweiten Runde aus. Trotzdem wurden mit Kenyon Martin an erster Position, DerMarr Johnson unter den ersten Zehn und schließlich auch Mickeal selbst an letzter Stelle des Draftverfahrens drei Spieler der Mannschaft in der NBA-Draft 2000 ausgewählt.
Die Dallas Mavericks hatten sich die Rechte an Mickeal gesichert, nahmen diese aber nicht in Anspruch. Er kam zu den New York Knicks, bei denen er jedoch in der NBA-Spielzeit 2000/01 keinen Einsatz absolvierte und schließlich am Jahresanfang 2001 aus seinem Vertrag entlassen wurde. Anschließend spielte Mickeal in der „American Basketball Association“ für die ThunderDawgs aus Tampa Bay, die ihren Spielbetrieb nach einer Saison am Saisonende einstellten. In der Saison 2001/02 spielte Mickeal für den bisherigen Ligakonkurrenten Knights aus Kansas City, die die Meisterschaft der ABA 2002 gewannen. Mickeal bekam auch hier die Auszeichnung als MVP zuerkannt. Nach dem Ende der Saison spielte Mickeal auf den Philippinen für die Talk’n’Text Phone Pals aus Quezon City, mit denen er bis ins Finale des Commissioner’s Cup der Philippine Basketball Association einzog. In der Saisonvorbereitung für die NBA-Spielzeit 2002/03 bekam Mickeal dann wieder einen Vertrag in der NBA bei den Houston Rockets, der jedoch erneut Anfang Januar 2003 aufgelöst wurde, ohne dass Mickeal einen Einsatz in der Liga bestritten hatte.

### Europa und Südkorea
Nachdem die ABA in der Saison 2002/03 vom Spielbetrieb aussetzte, unterschrieb Mickeal nach einem zweiwöchigen Gastspiel in der CBA bei den Yakima Sun Kings im November 2003 schließlich für den Rest der Saison 2003/04 einen Vertrag bei GS Peristeri bei Athen in der griechischen A1 Ethniki. Mit Peristeri erreichte er in der Saison 2003/04 auf dem siebten Hauptrundenplatz die Play-offs um die Meisterschaft, in denen man in der ersten Runde gegen GS Marousi ausschied. Die folgende Saison 2004/05 begann Mickeal zunächst beim russischen Klub Dynamo Moskau, bevor er bereits im November 2004 nach Griechenland für den Klub Makedonikos in Kozani spielte. Mit diesem Verein erreichte er im zweitwichtigsten europäischen Vereinswettbewerb ULEB Cup, in dem er dreimal effektivster Spieler eines Spieltags war, das Endspiel, das jedoch gegen Lietuvos rytas Vilnius trotz 24 Punkten und neun Rebounds von Mickeal mit 74:78 verloren wurde. In der folgenden Saison 2005/06 stand Mickeal dann in der spanischen Liga ACB für Leche Río Breogán aus dem galicischen Lugo unter Vertrag, der jedoch am Saisonende als Tabellenletzter absteigen musste. Trotzdem wurde Mickeal an sechs von 34 Spieltagen effektivster Spieler der Liga ACB und dreimal als effektivster Spieler auch als Spieler des Monats ausgezeichnet. Für die folgende Saison ging Mickeal jedoch zunächst zurück nach Asien und spielte in der Korean Basketball League für die Orions aus Daegu.
Für die Saison 2007/08 holte der europäische Spitzenklub TAU Cerámica aus Vitoria-Gasteiz Mickeal zurück in die Liga ACB. Im höchstrangigsten europäischen Vereinswettbewerb EuroLeague erreichte man zum vierten Mal in Folge das „Final Four“-Turnier und belegte nach zwei knappen Niederlagen mit jeweils vier Punkten Unterschied den vierten Platz. Als Hauptrundenvierter der Liga ACB zog man in die spanischen Meisterschafts-Play-offs ein und blieb dort bis auf eine Erstrundenniederlage gegen Pamesa Valencia ungeschlagen. In der Finalserie besiegte man glatt Vizemeister FC Barcelona, der im Vorjahr den Hauptrundenersten TAU Cerámica im Halbfinale bezwungen hatte. Mickeal wurde zum MVP der Finalserie beim zweiten Meisterschaftsgewinn des baskischen Vereins ernannt. Ein Jahr später verlor man in einer Neuauflage der Finalserie als Titelverteidiger, Pokalsieger im Copa del Rey und Hauptrundenerster den Katalanen, der die baskische Mannschaft auch im Viertelfinale der EuroLeague-Saison 2008/09 knapp bezwungen hatte. Mickeal war als effektivster Spieler MVP des 22. Spieltags der Liga ACB. Nach der Saison wechselte er 2009 selbst nach Barcelona zum Meister, wo er im November 2009 direkt zum „Spieler des Monats“ der EuroLeague-Runde 2009/10 ernannt wurde. Am Ende konnte man diesen Wettbewerb bei nur zwei Niederlagen insgesamt überlegen gewinnen, wobei man die beiden Spiele beim Final Four mit nicht weniger als zehn Punkten Differenz gewann. Dies war der erst zweite Titelgewinn im höchsten europäischen Vereinswettbewerb für den Verein seit der Premiere 2003. Auch in die Finalserie um die spanische Meisterschaft zog man nach nur drei Saisonniederlagen als Hauptrundenerster und Pokalsieger im Copa del Rey ziemlich unangefochten ein. In der Finalserie kam es zum dritten Mal in Folge zum Aufeinandertreffen mit Mickeals ehemaligen Verein aus Vitoria-Gasteiz, das dieser in drei knappen Spielen für sich entscheiden konnte, so dass Barcelona das Triple verpasste.
In der Saison 2010/11 kämpfte Mickeal im Dezember 2010 zunächst mit einer Knieverletzung, die operativ behandelt werden musste, und erlitt schließlich im Februar 2011 eine Lungenembolie, die das vorzeitige Saisonende für ihn bedeutete. Seine Mannschaft konnte im Copa del Rey den Titel erfolgreich verteidigen, doch in der EuroLeague-Saison 2010/11 verlor man als Titelverteidiger die Viertelfinal-Play-off-Serie gegen den späteren Titelgewinner Panathinaikos Athen. Dafür revanchierte sich in der spanischen Meisterschaft in der Halbfinalserie gegen den Titelverteidiger Caja Laboral aus Vitoria-Gasteiz und gewann überlegen auch die Endspielserie gegen den Überraschungsfinalisten Bizkaia Bilbao Basket. Am Ende blieb man in den nationalen Play-offs ohne Niederlage und holte sich den Titel zurück.
In der Saison 2011/12 kehrte Mickeal mit 33 Jahren auf das Spielfeld zurück und im Pokalwettbewerb lautete zum dritten Mal in Folge die Finalpaarung FC Barcelona gegen Real Madrid, die diesmal das bessere Ende für sich hatten und erstmals seit 1993 den Copa del Rey für den erfolgsverwöhnten Verein aus der Hauptstadt gewannen. In der Finalserie der Meisterschaft konnte sich Barcelona revanchieren und in fünf Spielen seinen Titel gegen die „Königlichen“ aus der Hauptstadt verteidigen. In der EuroLeague-Spielzeit 2011/12 zählten die Katalanen zu den Titelanwärtern und verloren bis zum „Final Four“ nur ein Spiel. Im Halbfinale gab es dann jedoch eine Niederlage gegen den späteren Titelgewinner Olympiakos Piräus, so dass der Sieg über Titelverteidiger Panathinaikos Athen im kleinen Finale um den dritten Platz nur ein schwacher Trost war. Im Copa del Rey 2013 holte man sich den Titel zurück, Mickeal wurde bei seinem persönlich vierten Titelgewinn erstmals zum MVP des spanischen Pokalwettbewerbs ernannt. Später kam es zu einer heftigen Auseinandersetzung mit Trainer Xavi Pascual. Nachdem schon über einen Abschied von Mickeal spekuliert worden war, sorgte schließlich kurz darauf eine erneute Lungenembolie für das Ende seiner Zeit in Barcelona. Nach der zweiten Lungenembolie wurde dieser Abschied zunächst als Karriereende gedeutet, doch Mickeal unterschrieb Anfang Januar 2014 einen Vertrag beim UCAM Murcia und kehrte mit beinahe 36 Jahren erneut auf das Spielfeld zurück. Nach gut einem Monat und fünf Meisterschaftseinsätzen verließ Mickeal die Mannschaft wieder und setzte seine Karriere bei den Cangrejeros aus Santurce in der puerto-ricanischen Baloncesto Superior Nacional fort.
Nach einem Abstecher nach Venezuela wurde Argentinien Mickeals letzter Halt als Berufsbasketballspieler: Von 2015 bis 2017 stand er in Diensten von Atenas Cordoba.
Im Oktober 2017 beendete er seine Spielerlaufbahn. Mickeal war in den folgenden Jahren für die NBA-Mannschaft Minnesota Timberwolves als Spielersichter tätig, 2020 wechselte er in den Beruf des Spielerberaters.